# Federico García Lorca

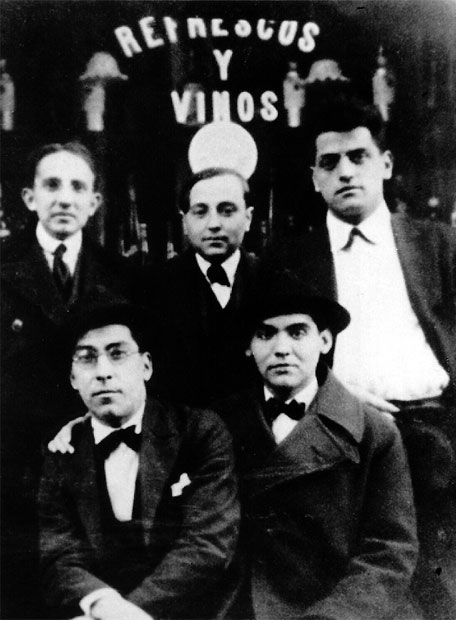
Federico García Lorca v Madridu (1923, v první řadě bez brýlí)

Federico García Lorca [Garsia Lorka] (5. června 1898 – 19. srpna 1936) byl španělský básník a dramatik.
Byl jednou z vůdčích postav generace 27 společně s básníky a spisovateli jako byli Vicente Aleixandre, Dámaso Alonso, Rafael Alberti, Pedro Salinas, Jorge Guillén nebo Gerardo Diego. Byl zastřelen frankisty v Granadě (Víznaru).

## Život

### Dětství a studium – básnická tvorba
Federico García Lorca se narodil v malé vesničce Fuente Vaqueros poblíž Granady ve španělské provincii Andalusie do rodiny zámožného statkáře. Měl ještě tři sourozence: bratra a dvě sestry. Jako dítě byl často nemocný, ale velmi vnímavý a všestranně talentovaný. Již od čtyř let chodil do školy, měl hudební nadání a dlouhá léta se věnoval hře na kytaru a na klavír. V roce 1909 se rodina přestěhovala do Granady, kde Federico studoval na koleji Nejsvětějšího srdce Ježíšova. Po maturitě v roce 1914 se zapsal ke studiu práv na tamní univerzitě. Navázal přátelské styky se známými osobnostmi granadského kulturního prostředí a stále více inklinoval k literatuře a vlastní tvorbě. Své první verše napsal asi v roce 1916. Se svými spolužáky podnikl několik cest po Andalusii, které mu byly inspirací pro sbírku cestopisných próz a esejí. Knížku lyrických próz s názvem Dojmy a krajiny (Impresiones y Paisajes) vydal vlastním nákladem v roce 1918.
V následujícím roce se přestěhoval do Madridu, kde byl přijat do studentského kampusu (Residencia de Estudianters) vybudovaného podle vzoru anglických univerzit. Pobýval zde až do roku 1928 a spřátelil se s mnohými pozdějšími významnými umělci, především Luisem Bunuelem a Salvadorem Dalím. Dalí se stal jedním z nejdůležitějších lidí v jeho životě a ovlivnil Lorcovu tvorbu svým surrealistickým viděním světa. Navázal kontakty s osobnostmi z oblasti divadla a literatury, jako byli Manuel de Falla nebo Juan Ramón Jiménez. V roce 1919 napsal hru Uhrančivý motýl (El maleficio de la mariposa ), která byla uvedena v Madridu v následujícím roce. V červnu 1921 vyšla Lorcova první básnická sbírka Kniha básní (Libro de poemas). Miloval andaluský folklór a hudebním skladatelem Manuelem de Fallou v roce 1922 zorganizovali v Granadě festival flamenca a lidových písní (cante jondo). O rok později spolu založili loutkové divadlo a v rodinném domě uváděli adaptace lidových her. Inspirace folklórem se odrazila v jeho další básnické sbírce Básně k andaluskému zpěvu (Poema del Cante Jondo), která však byla publikována až v roce 1931. V roce 1923 dokončil studia práv, ale právní praxi se nikdy nevěnoval. Pokračoval ve studiu na filozofické fakultě.
V roce 1925 strávil určitý čas v Katalánsku, v domě svého blízkého přítele Salvadora Dalího, kde představil svou první divadelní hru Mariana Pinedová, která knižně vyšla až na podzim roku 1928. V roce 1927 vydal v Malaze básnickou sbírku Písně (Canciones), napsanou v letech 1921–1924. V Barceloně se konala výstava jeho 24 kreseb a byla uvedena premiéra jeho hry. Federico Garcia Lorca se stal jedním z nejpopulárnějších španělských básníků, když v roce 1928 vyšla jeho slavná sbírka Cikánské romance (Primer romancero gitano).
V únoru 1928 vydal se skupinou přátel literární revui Gallo, která mezi mládeží vyvolala mimořádnou pozornost, vyšla však jen třikrát. V lednu 1929 dokončil hru V zahradě jsou s láskou svou don Perlimplín s Belisou (Amor de don Perlimplín con Belisa en su jardín). Intenzivní tvůrčí a pracovní vypětí přispělo k prohloubení jeho citové krize, prožíval pocit osamělosti a deprese. Na radu svého bývalého profesora Fernanda de los Rios odjel v květnu na studijní stáž na Kolumbijskou univerzitu v USA. V roce 1930 se při návratu do Evropy zastavil na tři měsíce na Kubě, kde se setkal s kubánskými intelektuály a uspořádal několik přednášek v Hispánsko-kubánském kulturním institutu. Pobyt na Kubě přispěl ke zlepšení jeho psychického stavu, byl plodný z citové i tvůrčí stránky. Pod dojmem návštěvy Ameriky napsal sbírku Básník v New Yorku (Poeta in Nueva York), v níž se projevil vliv surrealismu. Po tragické smrti přítele, torera Sáncheze Mejíase, napsal poému o zápase člověka s býkem či osudem Llanto por Ignacio Sánchez Mejías. Připravovaný soubor gazelů a kásid Díván zahrady Tamarit (Díván sadu Tamarit) s prvky andaluského folklóru vyšel až v roce 1940.

### Druhá republika a smrt – dramatická tvorba
Zatímco ve dvacátých letech 20. století byl Federico García Lorca jednou z vůdčích básnických osobností své generace, na počátku třicátých let proslul především jako dramatik. V Madridu měla na konci roku 1930 premiéru jeho nová hra – fraška Čarokrásná ševcová (La zapatera prodigiosa). Po vyhlášení druhé republiky v dubnu 1931 začal pracovat na různých projektech, které měly posílit kulturní výměnu mezi městy a venkovem. Cestoval po Španělsku, organizoval přednášky a v roce 1932 se podílel na vzniku putovního divadla La Barraca s repertoárem klasických španělských her. Založil hnutí divadelních klubů. V roce 1933 byla poprvé uvedena jeho tragédie Krvavá svatba (Bodas de sangre). Na podzim byl pozván do Jižní Ameriky, kde přednášel, recitoval své verše a režíroval. Velkých úspěchů dosáhl zejména v Buenos Aires se svými dramatickými díly. Seznámil se také s jihoamerickými literárními osobnostmi, mj. s básníkem Pablem Nerudou.
Po návratu do Španělska se dál věnoval dramatické tvorbě a práci v putovním divadle. V prosinci 1934 byla v Madridu s velkým úspěchem uvedena jeho nová hra Pláňka (Yerma). Následující rok dokončil další hru Svobodná paní Rosita neboli Květomluva (Doňa Rosita la soltera o El lenguaje de las flores). Jeho posledním dílem je tragédie Dům doni Bernardy (La Casa de Bernarda Alba), kterou dokončil dva měsíce před smrtí.
V létě 1936 odjel jako obvykle do Granady ke své rodině, kde ho zastihla občanská válka. Rodina sympatizující s republikány se ocitla v ohrožení. Jeho švagr, který byl krátce před fašistickým pučem zvolen starostou Granady, byl zatčen a popraven. Federico García Lorca se skrýval v domě svého známého, ale 16. srpna 1936 ho pravicoví povstalci zatkli a o tři dny později byl popraven. Byl pochován v hromadném hrobě spolu s dalšími popravenými na cestě mezi vesnicemi Viznar a Alfacar. Podle oficiální zprávy podlehl zraněním, která utrpěl při bojových akcích. Po své smrti se Federico García Lorca stal jedním ze symbolů boje proti fašismu. Jeho ostatky dosud nebyly nalezeny. Počátkem 21. století bylo uskutečněno několik neúspěšných pokusů o nalezení místa hromadného hrobu.
Za vlády diktátora Franca (1936–1975) byla jeho díla zakázána, jeho jméno se však nepodařilo vymazat z povědomí lidí. Teprve v roce 1953 bylo vydáno jeho kompletní dílo (Obras completas), ovšem v silně cenzurované podobě.

## Dílo
Jeho tvorba je ovlivněna především andaluským folklórem, dále je z jeho díla patrný i vliv surrealismu, jeho kombinace avantgardních prvků s lidovou slovesností jižního Španělska – Andalusií je ojedinělá. Velmi inspirativní byl i jeho vztah k Salvadoru Dalímu, do něhož byl zamilován, o čemž svědčí jejich vzájemná korespondence. Zda byl tento cit opětován není známo, Salvador Dalí se k tomuto tématu odmítal až do konce života vyjádřit a Lorcu označoval vždy jen za přítele z mládí. Podle svého významného životopisce anglického historika a hispanisty Iana Gibsona byl Lorca homoeroticky orientován.
Jeho básnické období můžeme rozdělit na dvě období:
V prvním období bylo na Lorcově tvorbě patrné působení rodného kraje, který ho ovlivnil zejména svými nářečími. V jeho díle je i značný vliv Juana Ramóna Jiméneze a Jorge Giulléna s tzv. „poesía pura“ – čistou poezií. V této době též spolupracuje s Ramónem Menéndezem Pidalem, převzal formu „romance“ (Kniha básní, 1921), a ze stejné doby je i Poema del cante jondo, kde převládá metafora.
Ve druhém období se projevil vliv surrealistů. Lorcův příjezd do New Yorku změnil jeho pohled na svět. Přijal šokující formu jazyka a silné surrealistické náměty a obrazy. Avšak španělský surrealismus je vždy racionální, nikdy nepřijal automatické psaní (André Breton). Jeho stěžejním dílem této doby je Poeta en Nueva York – Básník v New Yorku, které pojednává především o tématu ztraceného lidství, člověk se snaží znovu najít v přírodě, civilizace ho zabíjí.
Různí hudebníci v roce 1998 zhudebnili několik jeho básní. Nahrávky vyšly na albu Federico García Lorca: De Granada a La Luna, mezi hudebníky jsou například John Cale či Neneh Cherry.

### Poezie
- Cikánské romance – pravděpodobně nejslavnější z jeho děl.
- Básník v New Yorku
- Kniha básní
- Písně
- První písně
- Kniha písní

### Divadelní hry
- Pláňka (Yerma)
- Dům Bernardy Alby
- Uhrančivý motýl
- Láska dona Perlimplína a vášnivost Belisina
- Mariana Pineda
- Čarokrásná ševcová
- Krvavá svatba
- Pimprlata
- Neprovdaná doňa Rosita aneb Květomluva
- Fantastická ševcová
- Publikum (1933)

### Rozhlasové dramatizace
- 1965 Český rozhlas – Federico García Lorca: Pláňka. Přeložil Lumír Čivrný. Hudba Jan Frída. Rozhlasová úprava Antonín Přidal. Režie Miloslav Jareš. Dramaturgie Karel Tachovský. Účinkují: Viola Zinková, Otakar Brousek st., Miroslav Doležal, Karolína Slunéčková, Světla Amortová, Ilona Kubásková, Drahomíra Fialková, Eva Klepáčová, Jaroslava Drmlová, Lída Otáhalová, Ludmila Stambolieva, Julie Charvátová, Bořivoj Navrátil, Jiří Hurta, Vladimír Čech a členové Dismanova rozhlasového dětského souboru.
- 1979 Český rozhlas – Federico García Lorca: Neprovdaná paní Rosita neboli Mluva květů. Přeložil Lumír Čivrný. Hudba Jiří Váchal. Rozhlasová úprava a režie Alena Adamcová. Dramaturgie Jaroslava Strejčková. Účinkují: Růžena Merunková, Jiřina Švorcová, Milada Davidová, Vladimír Šmeral, Jan Schánilec, Bořivoj Navrátil, Bedřich Prokoš, Jan Hartl, Ljuba Hušková, Eva Trunečková, Drahomíra Fialková, Miriam Kantorková, Blanka Vikusová, Karolina Slunéčková, Eva Klenová, Jana Boušková, Eva Boušková, Pavel Robin, Vladimír Lebeda a Radislav Nikodém.
- 1990 Český rozhlas – Federico García Lorca: Krvavá svatba. Přeložil Vladimír Mikeš. Hudba Jiří Smutný. Dramaturgie Ivan Škapa a Hynek Pekárek. Režie Josef Melč. Účinkují: Jana Hlaváčová, Daniela Kolářová, Jaroslava Adamová, Gabriela Vránová, Blažena Holišová, Barbora Hrzánová, Jolana Maurerová, Sylva Sequensová, Elena Strupková, Hana Kofránková, Václav Postránecký, Jan Hartl, Josef Somr, Miroslav Masopust, Jiří Schwarz, Jaroslav Konečný, Ladislav Frej, Jiří Holý, Bořivoj Navrátil a Blanka Bohdanová.
- 2018 Český rozhlas – Federico García Lorca: Láska dona Perlimplína a vášnivost Belisina. Přeložil Miloslav Uličný. Hudba Zdeněk Zdeněk. Rozhlasová úprava a dramaturgie Martin Velíšek. Režie Hana Kofránková. Účinkují: Jiří Lábus, Klára Suchá, Jaroslava Obermaierová, Jaroslava Kretschmerová, Stanislav Zindulka, Ladislav Trojan, Jaroslav Koller.

### Filmové adaptace
- 1981 Krvavá svatba (Bodas de sangre), režie: Carlos Saura, v hlavních rolích: Antonio Gades, Cristina Hoyosová.[7]